# Petra Clever
Pour les articles homonymes, voir Petra et Clever.
Petra Clever est une réalisatrice, scénariste et productrice allemande.

## Filmographie
| année     | film               | réalisatrice | scénariste | productrice | notes                          |
| --------- | ------------------ | ------------ | ---------- | ----------- | ------------------------------ |
| 2004      | Verschollen (de)   | Oui          |            |             | série télévisée (2 épisodes)   |
| 2001-2007 | Verbotene Liebe    | Oui          |            |             | série télévisée (137 épisodes) |
| 2007      | Mitten im 8en (de) | Oui          |            |             | série télévisée (6 épisodes)   |
| 2009      | Alles was zählt    | Oui          |            | Oui         | série télévisée (1 épisode)    |
| 2009      | Anna und die Liebe | Oui          |            |             | série télévisée (1 épisode)    |
| 2010      | Lady Pochoir       | Oui          | Oui        | Oui         | moyen métrage                  |
| 2012      | The Mermaids       | Oui          | Oui        |             | moyen métrage                  |
| 2014      | Happy End?!        | Oui          | Oui        |             | long métrage                   |